# Cadillac-en-Fronsadais
Cadillac-en-Fronsadais is een gemeente in het Franse departement Gironde (regio Nouvelle-Aquitaine). De plaats maakt deel uit van het arrondissement Libourne. Cadillac-en-Fronsadais telde op 1 januari 2022 1.341 inwoners.

## Geografie
De oppervlakte van Cadillac-en-Fronsadais bedroeg op 1 januari 2022 3,81 vierkante kilometer; de bevolkingsdichtheid was toen 352 inwoners per km².

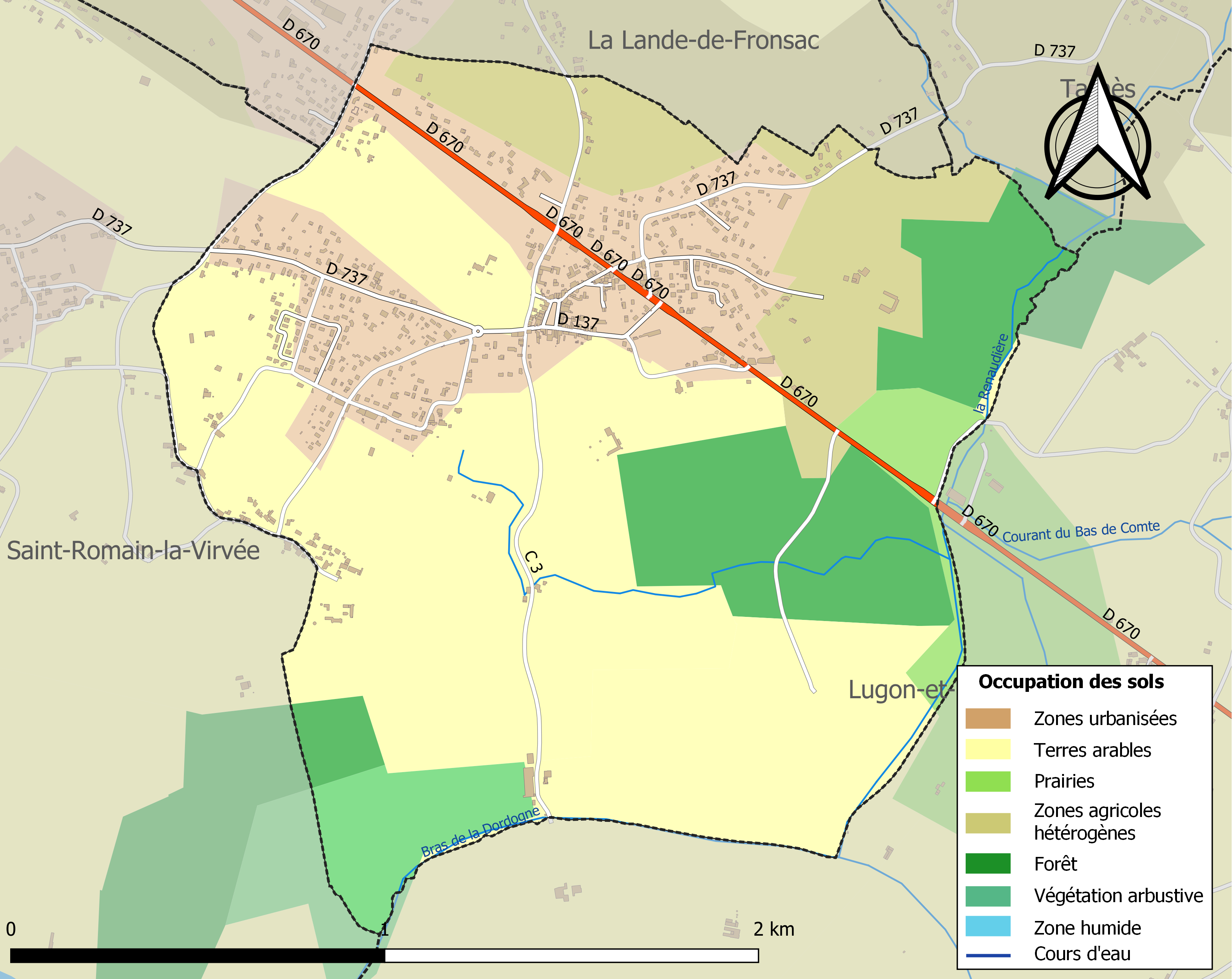
Kaart van de gemeente met belangrijkste infrastructuur, bodemgebruik en omliggende gemeenten

## Demografie
Onderstaande figuur toont het verloop van het inwonertal (bron: INSEE-tellingen).